# Pseudocorythalia subinermis
Pseudocorythalia subinermis is een spinnensoort in de taxonomische indeling van de springspinnen (Salticidae).
Het dier behoort tot het geslacht Pseudocorythalia. De wetenschappelijke naam van de soort werd voor het eerst geldig gepubliceerd in 1938 door Lodovico di Caporiacco.